# Folke Wassén
Folke Wassén (suec: Folke Viktor Wassén)  (Göteborg, 18 d'abril de 1918 - Göteborg, 22 d'octubre de 1969) va ser un regatista suec, vencedor d'una medalla olímpica. Era germà del també regatista Magnus Wassén.
El 1952 va prendre part en els Jocs Olímpics d'Estiu de Hèlsinki, on va guanyar la medalla de bronze en la classe de 5,5 metres del programa de vela. A bord del Hojwa, formà tripulació junt a Carl-Erik Ohlson i Magnus Wassén.